# Mahanagara
Een mahanagara was een grote stad ten tijde van de Boeddha. Deze mahanagara's waren Champa, Rajagriha, Shravasti, Saketa (Ayodhya), Kaushambi en Varanasi. Deze steden lagen in het gebied dat grofweg overeenkomt met wat Johannes Bronkhorst Groter Magadha heeft genoemd.

## Verschillende plaatsen en etymologie
De Pali-canon verhaalt over verschillende plaatsen, met naast de mahanagara de kleine stad nagara, veelal ommuurd en dan ook wel voorkomend in de betekenis van een fort. Ook pura betekent stad, maar komt weinig voor, terwijl een rajadhani een hoofdstad is.
Het Pali nigama komt in veel teksten samen voor met het Sanskriet gama en is daar mogelijk van afgeleid. In sommige gevallen lijkt het een synoniem, in andere gevallen is het een grotere plaats en komt het mogelijk overeen met het Sanskriet mahagrama. Het wordt dan ook wel vertaald als marktplaats. Het komt echter ook voor in de betekenis van een wijk en ook als gilde.
De betekenis van het woord grama betekende voor de overgang naar sedentaire landbouw een nomadische groep families (kula). Daarna wordt gama of grama veelal vertaalt als dorp, maar kon ook een gehucht zijn of een tijdelijke nederzetting, terwijl gamo een als gehucht georganiseerde veehouderij was en vaja een tijdelijke veekamp.

## Boeddha
De mahanagara en de nagara verschilden belangrijk in aanzien, zoals blijkt uit de Mahaparinibbana-Sutta uit de Digha Nikaya. Deze verhaalt over de Boeddha die zich in Kusinara bevond vlak voor hij zou sterven en het parinibbana zou bereiken. Ananda, een leerling van Boeddha, vroeg deze om een belangrijker plaats dan deze kleine nagara te zoeken om te sterven. Daar zouden rijken zijn die Boeddha en zijn gevolg goed zouden kunnen ontvangen en verzorgen. Boeddha stelde daarop dat deze plaats in vroeger tijden het grootse Kusavati was geweest, de hoofdstad van de machtige koning Mahasudassana.